# Tunnel Prado-Carénage
 (mars 2021).
Si vous disposez d'ouvrages ou d'articles de référence ou si vous connaissez des sites web de qualité traitant du thème abordé ici, merci de compléter l'article en donnant les références utiles à sa vérifiabilité et en les liant à la section « Notes et références ».
L'actuel tunnel Prado-Carénage est un axe de circulation souterrain de Marseille long de 2 450 mètres, reliant les quartiers sud de la ville et l'autoroute Est, au centre-ville, et, au nord via le tunnel du Vieux Port, le tunnel de la Major et le tunnel Joliette l'autoroute du littoral. Il a été ouvert à la circulation en 1993. Ce tunnel réutilise un ancien tunnel ferroviaire et a été prolongé par le tunnel Louis-Rège.
Il s'agit du premier tunnel urbain payant de France (depuis d'autres existent comme le tunnel routier de Caluire à Lyon et le Duplex A86 dans l'ouest de Île-de-France) : il en coûtait 10 francs par passage en 1993. Bien qu'il soit l'une des chaussées les plus chères de France (1,31 € par kilomètre), les automobilistes sont nombreux à l'emprunter si bien que le trafic y est ralenti aux heures de pointe. Le plein tarif était de 2,90 € en juin 2022, de 3,20 € au 1er février 2024 et de 3,30 € au 1er février 2025.
La société est cotée à la bourse de Paris (Euronext : SMTPC).

## Le tunnel Prado-Carénage
Ses deux entrées sont situées dans le bassin du Carénage, près de l'entrée du Vieux Port, et à proximité de l'entrée de l'autoroute Est (A50). L'entrée du bassin du Carénage est elle-même reliée à l'entrée de l'autoroute du Littoral (A55), par le tunnel Saint-Laurent creusé sous le Vieux Port et par le tunnel de la Major (sens sud-nord). Il est ainsi possible de circuler d'une autoroute à l'autre sans traverser le centre-ville marseillais, réputé très encombré. Depuis sa mise en service et jusqu’à l’ouverture de l’A507 en octobre 2018 il a été la seule voie de type autoroutier permettant de traverser la ville de Nord à l’Est en évitant le centre-ville.
Son aménagement a permis de réutiliser le tunnel ferroviaire du même nom construit entre 1873 et 1878 qui permettait de passer du bassin du Carénage à l'ancienne gare du Prado. La partie supérieure du tunnel actuel est constituée de cet ancien tunnel et la partie inférieure a été creusée ensuite pour permettre une circulation routière sur deux fois deux voies superposées, avec un sens par niveau. 
La concession du tunnel était initialement détenue jusqu'en 2025 par une société privée : la Société Marseillaise du Tunnel Prado-Carénage (SMTPC) qui en a assuré la maîtrise d'ouvrage et le financement. La concession du tunnel a été prolongée de 7 ans et 4 mois (soit jusqu'en 2033) en échange du financement du projet de réalisation de la bretelle Schloesing qui relie le boulevard Schloesing au tunnel Prado-Carénage.
Le coût du passage (en 2024, 3,20 € pour environ 2,5 km de tunnel) et la grande rentabilité de l'ouvrage pour ses actionnaires sont une source récurrente de critiques.

## Le tunnel Louis-Rège

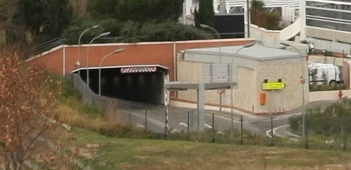
Tunnel Louis-Rège, entrée du côté de l'A50.

En accord avec la communauté urbaine Marseille Provence Métropole, la SMTPC a construit un ouvrage souterrain gratuit et d'une longueur d'environ 300 mètres, le tunnel Louis-Rège qui relie l'avenue du Prado à l'entrée voisine de l'autoroute Est du tunnel Prado-Carénage, permettant de faciliter les échanges de trafic entre le tunnel et les quartiers sud de la ville. La SMTPC sera également concessionnaire du tunnel Louis-Rège jusqu'en 2025. Il est entré en service en 2007.

## Le tunnel Prado Sud
Ce tunnel d'une longueur d'environ 1 500 mètres, mis en service le 16 novembre 2013, permet un accès rapide depuis le rond-point du Prado (accès via le boulevard Michelet et l'avenue du Prado) vers le quartier Menpenti (A50, liaison directe vers Tunnel Prado Carénage). Le Prado Sud est un tunnel en duplex, avec 2 niveaux de circulation unidirectionnels. Il fait l'objet d'un contrat de concession entre la Société Prado Sud et la communauté urbaine de Marseille Provence Métropole (MPM), et cela pour une durée de 46 ans (jusqu'en 2054). 
La SMTPC sera chargée de l'exploitation du tunnel.